# 三浦市立剣崎小学校
三浦市立剣崎小学校（みうらしりつ けんざきしょうがっこう）とは、神奈川県三浦市南下浦町松輪にあった市立小学校。

## 沿革
出典
- 1909年（明治42年）7月1日 - 金田学校、松輪学校、毘沙門学校を統廃合して、尋常南下浦小学校が開校。
- 1926年（大正15年）6月20日 - 南下浦尋常高等小学校（現、三浦市立南下浦小学校）に吸収合併され、第一分教場となる。
- 1941年（昭和16年）4月1日 - 国民学校令により、南下浦国民学校第一分教場になる。
- 1945年（昭和20年）4月19日 - 南下浦国民学校から分離、独立、南下浦町第二国民学校になる。
- 1947年（昭和22年）4月1日 - 学制改革により、南下浦町立南下浦第二小学校になる。
- 1955年（昭和30年）1月1日 - 南下浦町が初声町、三崎町と合併し三浦市となる。三浦市立南下浦第二小学校に改称。
- 1958年（昭和33年）4月1日 - 現校名に改称。
- 2025年（令和7年）4月1日 - 三浦市立南下浦小学校へ統合

## 通学区域
通学区域は以下の通りである。
- 南下浦町金田2000番地以上
- 南下浦町松輪
- 南下浦町毘沙門

## 進学先中学校
- 三浦市立南下浦中学校[2]

## 交通
- 京浜急行バス 剣崎小学校バス停よりすぐ